# Владимир Дал
Владимир Иванович Дал (на руски: Владимир Иванович Даль) е известен руски учен, лекар, лексикограф, езиковед, етнограф и писател, академик.

## Биография и творчество
Роден на 22 ноември 1801 г. в Луганск. Починал на 4 октомври 1872 г. в Москва.
Автор е на „Тълковен речник на живия великоруски език“ (на руски: Толковый словарь живого великорусского языка).
За негова дъщеря се е оженил българският просветен деец Константин Наков Станишев от Кукуш.